# Tour d'Italie féminin 1988
La 1re édition du Tour d'Italie féminin (Giro Donne 1988, Giro d'Italia Internazionale Femminile en italien) a lieu du 21 au 29 juin 1988. 
Petra Rossner remporte le prologue et les deux premières étapes. Sur la troisième, pourtant plate, la favorite Maria Canins se fait piéger et perd plus de trois minutes. Elle s'impose néanmoins le lendemain sur le contre-la-montre en côte et revient à neuf secondes de Rossner. Cette dernière gagne les deux étapes suivantes. Lors de la septième étape, Canins sort avec Elizabeth Hepple dans l'ultime difficulté. Ensemble, elles couvrent les quarante derniers kilomètres. L'Australienne gagne l'étape, mais Canins prend la tête du classement général. La victoire de Barbara Erdin-Ganz sur la dernière étape, ne change pas le classement de l'épreuve. Canins devant Hepple et Rossner.

## Présentation

### Équipes
13 équipes italiennes et 15 ou 17 équipes nationales étrangères sont au départ,,
| Équipes nationales (15)- Australie - Autriche - Allemagne de l'Ouest - République démocratique allemande - Belgique - Chine - Cuba - États-Unis - Finlande - Grande-Bretagne - Hongrie - Mexique - Suisse - Suède - Tchécoslovaquie |
| |

### Favorites
Maria Canins, double vainqueur du Tour de France, est la favorite de la course.

## Étapes
| Étape     | Date    | Villes étapes                                     | type                     | Distance (km) | Vainqueur d'étape  | Leader du classement général |
| --------- | ------- | ------------------------------------------------- | ------------------------ | ------------- | ------------------ | ---------------------------- |
| Prologue  | 21 juin | Milan – Milan                                     | prologue                 | 1             | Petra Rossner      | Petra Rossner                |
| 1re étape | 22 juin | Milan – Virgilio                                  |                          | 136           | Petra Rossner      | Petra Rossner                |
| 2e étape  | 23 juin | Mantoue – Ferrare                                 |                          | 88            | Petra Rossner      | Petra Rossner                |
| 3e étape  | 24 juin | Comacchio – Misano World Circuit Marco Simoncelli |                          | 106           | Jutta Niehaus      |                              |
| 4e étape  | 25 juin | Dogana – Saint-Marin                              | contre-la-montre en côte | 14            | Maria Canins       | Petra Rossner                |
| 5e étape  | 26 juin | Misano World Circuit Marco Simoncelli – Recanati  |                          | 120           | Petra Rossner      | Petra Rossner                |
| 6e étape  | 27 juin | Mocaiana – Gubbio                                 |                          | 93            | Petra Rossner      | Petra Rossner                |
| 7e étape  | 28 juin | Gubbio – Sinalunga                                |                          | 103           | Elizabeth Hepple   | Maria Canins                 |
| 8e étape  | 29 juin | Civita Castellana – Rome                          |                          | 120           | Barbara Erdin-Ganz | Maria Canins                 |

## Déroulement de la course

### Prologue
Petra Rossner remporte le prologue, qui se déroule dans l'Arena Civica.
| \| Classement de l'étape \| Classement de l'étape \| Classement de l'étape \| Classement de l'étape \| Classement de l'étape \| \| Coureur \| Coureur \| Pays \| Équipe \| Temps \| \| --------------------- \| --------------------- \| --------------------------------- \| --------------------- \| --------------------- \| \| 1re \| Petra Rossner \| République démocratique allemande \| \| 5 min 15 s \| \| 2e \| Jutta Niehaus \| Allemagne \| \| \| \| 3e \| Katrin Ranger \| République démocratique allemande \| \| \| |               |                                   |        |            |
| |               |                                   |        |            |
| |               |                                   |        |            |
| Classement de l'étape |               |                                   |        |            |
| Coureur | Coureur       | Pays                              | Équipe | Temps      |
| 1re | Petra Rossner | République démocratique allemande |        | 5 min 15 s |
| 2e | Jutta Niehaus | Allemagne                         |        |            |
| 3e | Katrin Ranger | République démocratique allemande |        |            |

| \| Classement général \| Classement général \| Classement général \| Classement général \| Classement général \| \| Coureur \| Coureur \| Pays \| Équipe \| Temps \| \| ------------------ \| ------------------ \| --------------------------------- \| ------------------ \| ------------------ \| \| 1re \| Petra Rossner[1] \| République démocratique allemande \| \| \| |               |                                   |        |       |
| |               |                                   |        |       |
| |               |                                   |        |       |
| Classement général |               |                                   |        |       |
| Coureur | Coureur       | Pays                              | Équipe | Temps |
| 1re | Petra Rossner | République démocratique allemande |        |       |

### 1reétape
| \| Classement de l'étape \| Classement de l'étape \| Classement de l'étape \| Classement de l'étape \| Classement de l'étape \| \| Coureur \| Coureur \| Pays \| Équipe \| Temps \| \| --------------------- \| --------------------- \| --------------------------------- \| --------------------- \| --------------------- \| \| 1re \| Petra Rossner[6] \| République démocratique allemande \| \| 3 h 19 min 33 s \| \| 2e \| Viola Paulitz \| Allemagne \| \| \| \| 3e \| Iveta Sitarova \| Tchécoslovaquie \| \| \| |                |                                   |        |                 |
| |                |                                   |        |                 |
| |                |                                   |        |                 |
| Classement de l'étape |                |                                   |        |                 |
| Coureur | Coureur        | Pays                              | Équipe | Temps           |
| 1re | Petra Rossner  | République démocratique allemande |        | 3 h 19 min 33 s |
| 2e | Viola Paulitz  | Allemagne                         |        |                 |
| 3e | Iveta Sitarova | Tchécoslovaquie                   |        |                 |

| \| Classement général \| Classement général \| Classement général \| Classement général \| Classement général \| \| Coureur \| Coureur \| Pays \| Équipe \| Temps \| \| ------------------ \| ------------------ \| --------------------------------- \| ------------------ \| ------------------ \| \| 1re \| Petra Rossner \| République démocratique allemande \| \| \| |               |                                   |        |       |
| |               |                                   |        |       |
| |               |                                   |        |       |
| Classement général |               |                                   |        |       |
| Coureur | Coureur       | Pays                              | Équipe | Temps |
| 1re | Petra Rossner | République démocratique allemande |        |       |

### 2eétape
| \| Classement de l'étape \| Classement de l'étape \| Classement de l'étape \| Classement de l'étape \| Classement de l'étape \| \| Coureur \| Coureur \| Pays \| Équipe \| Temps \| \| --------------------- \| --------------------- \| --------------------------------- \| --------------------- \| --------------------- \| \| 1re \| Petra Rossner[6] \| République démocratique allemande \| \| 2 h 16 min 16 s \| \| 2e \| Viola Paulitz \| Allemagne \| \| \| \| 3e \| Mara Mosole \| Italie \| \| \| |               |                                   |        |                 |
| |               |                                   |        |                 |
| |               |                                   |        |                 |
| Classement de l'étape |               |                                   |        |                 |
| Coureur | Coureur       | Pays                              | Équipe | Temps           |
| 1re | Petra Rossner | République démocratique allemande |        | 2 h 16 min 16 s |
| 2e | Viola Paulitz | Allemagne                         |        |                 |
| 3e | Mara Mosole   | Italie                            |        |                 |

| \| Classement général \| Classement général \| Classement général \| Classement général \| Classement général \| \| Coureur \| Coureur \| Pays \| Équipe \| Temps \| \| ------------------ \| ------------------ \| --------------------------------- \| ------------------ \| ------------------ \| \| 1re \| Petra Rossner \| République démocratique allemande \| \| \| |               |                                   |        |       |
| |               |                                   |        |       |
| |               |                                   |        |       |
| Classement général |               |                                   |        |       |
| Coureur | Coureur       | Pays                              | Équipe | Temps |
| 1re | Petra Rossner | République démocratique allemande |        |       |

### 3eétape
Maria Canins perd plus de trois minutes sur l'étape. Elle se plaint à l'arrivée du manque de collaboration entre coureuses italiennes face à l'équipe d'Allemagne de l'Est.
| \| Classement de l'étape \| Classement de l'étape \| Classement de l'étape \| Classement de l'étape \| Classement de l'étape \| \| Coureur \| Coureur \| Pays \| Équipe \| Temps \| \| --------------------- \| --------------------- \| --------------------------------- \| --------------------- \| --------------------- \| \| 1re \| Jutta Niehaus[6] \| Allemagne \| \| 2 h 50 min 30 s \| \| 2e \| Paula Westher \| Suède \| \| \| \| 3e \| Petra Rossner \| République démocratique allemande \| \| \| |               |                                   |        |                 |
| |               |                                   |        |                 |
| |               |                                   |        |                 |
| Classement de l'étape |               |                                   |        |                 |
| Coureur | Coureur       | Pays                              | Équipe | Temps           |
| 1re | Jutta Niehaus | Allemagne                         |        | 2 h 50 min 30 s |
| 2e | Paula Westher | Suède                             |        |                 |
| 3e | Petra Rossner | République démocratique allemande |        |                 |

| \| Classement général \| Classement général \| Classement général \| Classement général \| Classement général \| \| Coureur \| Coureur \| Pays \| Équipe \| Temps \| \| ------------------ \| ------------------ \| ------------------ \| ------------------ \| ------------------ \| |         |      |        |       |
| |         |      |        |       |
| |         |      |        |       |
| Classement général |         |      |        |       |
| Coureur | Coureur | Pays | Équipe | Temps |

### 4eétape
Après la déception de la veille, Maria Canins remporte le contre-la-montre qui s'élance à 148 m d'altitude pour arriver à 662 m,.
| \| Classement de l'étape \| Classement de l'étape \| Classement de l'étape \| Classement de l'étape \| Classement de l'étape \| \| Coureur \| Coureur \| Pays \| Équipe \| Temps \| \| --------------------- \| --------------------- \| --------------------- \| --------------------- \| --------------------- \| \| 1re \| Maria Canins[6] \| Italie \| \| 30 min 31 s \| \| 2e \| Donna Gould \| Australie \| \| + 1 min 27 s \| \| 3e \| Lisa Brambani \| Royaume-Uni \| \| + 2 min 16 s \| |               |             |        |              |
| |               |             |        |              |
| |               |             |        |              |
| Classement de l'étape |               |             |        |              |
| Coureur | Coureur       | Pays        | Équipe | Temps        |
| 1re | Maria Canins  | Italie      |        | 30 min 31 s  |
| 2e | Donna Gould   | Australie   |        | + 1 min 27 s |
| 3e | Lisa Brambani | Royaume-Uni |        | + 2 min 16 s |

| \| Classement général \| Classement général \| Classement général \| Classement général \| Classement général \| \| Coureur \| Coureur \| Pays \| Équipe \| Temps \| \| ------------------ \| ------------------ \| --------------------------------- \| ------------------ \| ------------------ \| \| 1re \| Petra Rossner \| République démocratique allemande \| \| 9 h 00 min 11 s \| \| 2e \| Maria Canins \| Italie \| \| + 9 s \| \| 3e \| Angela Kindling \| République démocratique allemande \| \| + 45 s \| |                 |                                   |        |                 |
| |                 |                                   |        |                 |
| |                 |                                   |        |                 |
| Classement général |                 |                                   |        |                 |
| Coureur | Coureur         | Pays                              | Équipe | Temps           |
| 1re | Petra Rossner   | République démocratique allemande |        | 9 h 00 min 11 s |
| 2e | Maria Canins    | Italie                            |        | + 9 s           |
| 3e | Angela Kindling | République démocratique allemande |        | + 45 s          |

### 5eétape
Petra Rossner gagne le sprint.
| \| Classement de l'étape \| Classement de l'étape \| Classement de l'étape \| Classement de l'étape \| Classement de l'étape \| \| Coureur \| Coureur \| Pays \| Équipe \| Temps \| \| --------------------- \| --------------------- \| --------------------------------- \| --------------------- \| --------------------- \| \| 1re \| Petra Rossner[6] \| République démocratique allemande \| \| 2 h 54 min 55 s \| \| 2e \| Monica Bandini \| Italie \| \| + 0 s \| \| 3e \| Roberta Bonanomi \| Italie \| \| + 0 s \| \| 4e \| Elizabeth Hepple \| Australie \| \| + 0 s \| \| 5e \| Imelda Chiappa \| Italie \| \| + 0 s \| \| 6e \| Maria Canins \| Italie \| \| + 0 s \| \| 7e \| Donna Gould \| Australie \| \| + 0 s \| \| 8e \| Luisa Seghezzi \| Italie \| \| + 0 s \| \| 9e \| Lisa Brambani \| Royaume-Uni \| \| + 0 s \| \| 10e \| Agnes Dusart \| Belgique \| \| + 0 s \| |                  |                                   |        |                 |
| |                  |                                   |        |                 |
| |                  |                                   |        |                 |
| Classement de l'étape |                  |                                   |        |                 |
| Coureur | Coureur          | Pays                              | Équipe | Temps           |
| 1re | Petra Rossner    | République démocratique allemande |        | 2 h 54 min 55 s |
| 2e | Monica Bandini   | Italie                            |        | + 0 s           |
| 3e | Roberta Bonanomi | Italie                            |        | + 0 s           |
| 4e | Elizabeth Hepple | Australie                         |        | + 0 s           |
| 5e | Imelda Chiappa   | Italie                            |        | + 0 s           |
| 6e | Maria Canins     | Italie                            |        | + 0 s           |
| 7e | Donna Gould      | Australie                         |        | + 0 s           |
| 8e | Luisa Seghezzi   | Italie                            |        | + 0 s           |
| 9e | Lisa Brambani    | Royaume-Uni                       |        | + 0 s           |
| 10e | Agnes Dusart     | Belgique                          |        | + 0 s           |

| \| Classement général \| Classement général \| Classement général \| Classement général \| Classement général \| \| Coureur \| Coureur \| Pays \| Équipe \| Temps \| \| ------------------ \| ------------------ \| --------------------------------- \| ------------------ \| ------------------ \| \| 1re \| Petra Rossner[11] \| République démocratique allemande \| \| 11 h 54 min 56 s \| \| 2e \| Maria Canins \| Italie \| \| + 19 s \| \| 3e \| Roberta Bonanomi \| Italie \| \| + 1 min 00 s \| \| 4e \| Donna Gould \| Australie \| \| + 1 min 46 s \| \| 5e \| Angela Kindling \| République démocratique allemande \| \| + 1 min 53 s \| |                  |                                   |        |                  |
| |                  |                                   |        |                  |
| |                  |                                   |        |                  |
| Classement général |                  |                                   |        |                  |
| Coureur | Coureur          | Pays                              | Équipe | Temps            |
| 1re | Petra Rossner    | République démocratique allemande |        | 11 h 54 min 56 s |
| 2e | Maria Canins     | Italie                            |        | + 19 s           |
| 3e | Roberta Bonanomi | Italie                            |        | + 1 min 00 s     |
| 4e | Donna Gould      | Australie                         |        | + 1 min 46 s     |
| 5e | Angela Kindling  | République démocratique allemande |        | + 1 min 53 s     |

### 6eétape
Peter Rossner règle le sprint d'un peloton de trente-deux coureuses.
| \| Classement de l'étape \| Classement de l'étape \| Classement de l'étape \| Classement de l'étape \| Classement de l'étape \| \| Coureur \| Coureur \| Pays \| Équipe \| Temps \| \| --------------------- \| --------------------- \| --------------------------------- \| --------------------- \| --------------------- \| \| 1re \| Petra Rossner[6] \| République démocratique allemande \| \| 2 h 26 min 01 s \| \| 2e \| Maria Blower \| Royaume-Uni \| \| + 0 s \| \| 3e \| Imelda Chiappa \| Italie \| \| + 0 s \| \| 4e \| Madonna Harris \| Nouvelle-Zélande \| \| + 0 s \| \| 5e \| Francesca Galli \| Italie \| \| + 0 s \| |                 |                                   |        |                 |
| |                 |                                   |        |                 |
| |                 |                                   |        |                 |
| Classement de l'étape |                 |                                   |        |                 |
| Coureur | Coureur         | Pays                              | Équipe | Temps           |
| 1re | Petra Rossner   | République démocratique allemande |        | 2 h 26 min 01 s |
| 2e | Maria Blower    | Royaume-Uni                       |        | + 0 s           |
| 3e | Imelda Chiappa  | Italie                            |        | + 0 s           |
| 4e | Madonna Harris  | Nouvelle-Zélande                  |        | + 0 s           |
| 5e | Francesca Galli | Italie                            |        | + 0 s           |

| \| Classement général \| Classement général \| Classement général \| Classement général \| Classement général \| \| Coureur \| Coureur \| Pays \| Équipe \| Temps \| \| ------------------ \| ------------------ \| --------------------------------- \| ------------------ \| ------------------ \| \| 1re \| Petra Rossner \| République démocratique allemande \| \| \| \| 2e \| Maria Canins[13] \| Italie \| \| + 29 s \| \| 3e \| Roberta Bonanomi \| Italie \| \| + 1 min 10 s \| \| 4e \| Donna Gould \| Australie \| \| + 1 min 56 s \| \| 5e \| Angela Kindling \| République démocratique allemande \| \| + 2 min 03 s \| |                  |                                   |        |              |
| |                  |                                   |        |              |
| |                  |                                   |        |              |
| Classement général |                  |                                   |        |              |
| Coureur | Coureur          | Pays                              | Équipe | Temps        |
| 1re | Petra Rossner    | République démocratique allemande |        |              |
| 2e | Maria Canins     | Italie                            |        | + 29 s       |
| 3e | Roberta Bonanomi | Italie                            |        | + 1 min 10 s |
| 4e | Donna Gould      | Australie                         |        | + 1 min 56 s |
| 5e | Angela Kindling  | République démocratique allemande |        | + 2 min 03 s |

### 7eétape
Dans le monte Castiglione, long de 6 km avec des pentes maximales de 10 %, Maria Canins attaque. Elle est suivie par Elizabeth Hepple. Il reste alors quarante kilomètres jusqu'à l'arrivée. Leur collaboration est bonne et elles arrivent avec plus trois minutes d'avance à l'arrivée. Canins prend la tête du classement général.
| \| Classement de l'étape \| Classement de l'étape \| Classement de l'étape \| Classement de l'étape \| Classement de l'étape \| \| Coureur \| Coureur \| Pays \| Équipe \| Temps \| \| --------------------- \| --------------------- \| --------------------------------- \| --------------------- \| --------------------- \| \| 1re \| Elizabeth Hepple[6] \| Australie \| \| 2 h 34 min 53 s \| \| 2e \| Maria Canins \| Italie \| \| + 0 s \| \| 3e \| Petra Rossner[14] \| République démocratique allemande \| \| + 3 min 37 s \| \| 4e \| Agnes Dusart \| Belgique \| \| + 3 min 37 s \| \| 5e \| Lisa Brambani \| Royaume-Uni \| \| + 3 min 37 s \| |                  |                                   |        |                 |
| |                  |                                   |        |                 |
| |                  |                                   |        |                 |
| Classement de l'étape |                  |                                   |        |                 |
| Coureur | Coureur          | Pays                              | Équipe | Temps           |
| 1re | Elizabeth Hepple | Australie                         |        | 2 h 34 min 53 s |
| 2e | Maria Canins     | Italie                            |        | + 0 s           |
| 3e | Petra Rossner    | République démocratique allemande |        | + 3 min 37 s    |
| 4e | Agnes Dusart     | Belgique                          |        | + 3 min 37 s    |
| 5e | Lisa Brambani    | Royaume-Uni                       |        | + 3 min 37 s    |

| \| Classement général \| Classement général \| Classement général \| Classement général \| Classement général \| \| Coureur \| Coureur \| Pays \| Équipe \| Temps \| \| ------------------ \| ------------------ \| --------------------------------- \| ------------------ \| ------------------ \| \| 1re \| Maria Canins \| Italie \| \| \| \| 2e \| Elizabeth Hepple \| Australie \| \| + 2 min 21 s \| \| 3e \| Petra Rossner \| République démocratique allemande \| \| + 3 min 10 s \| \| 4e \| Roberta Bonanomi \| Italie \| \| + 4 min 23 s \| \| 5e \| Donna Gould \| Australie \| \| + 5 min 09 s \| |                  |                                   |        |              |
| |                  |                                   |        |              |
| |                  |                                   |        |              |
| Classement général |                  |                                   |        |              |
| Coureur | Coureur          | Pays                              | Équipe | Temps        |
| 1re | Maria Canins     | Italie                            |        |              |
| 2e | Elizabeth Hepple | Australie                         |        | + 2 min 21 s |
| 3e | Petra Rossner    | République démocratique allemande |        | + 3 min 10 s |
| 4e | Roberta Bonanomi | Italie                            |        | + 4 min 23 s |
| 5e | Donna Gould      | Australie                         |        | + 5 min 09 s |

### 8eétape
L'étape est remportée en solitaire par Barbara Ganz,.
| \| Classement de l'étape \| Classement de l'étape \| Classement de l'étape \| Classement de l'étape \| Classement de l'étape \| \| Coureur \| Coureur \| Pays \| Équipe \| Temps \| \| --------------------- \| --------------------- \| --------------------------------- \| --------------------- \| --------------------- \| \| 1re \| Barbara Erdin-Ganz[6] \| Suisse \| \| 3 h 04 min 29 s \| \| 2e \| Monica Bandini \| Italie \| \| + 1 min 42 s \| \| 3e \| Roberta Bonanomi \| Italie \| \| + 1 min 42 s \| \| 4e \| Petra Rossner \| République démocratique allemande \| \| + 1 min 50 s \| \| 5e \| Viola Paulitz \| Allemagne \| \| + 1 min 50 s \| |                    |                                   |        |                 |
| |                    |                                   |        |                 |
| |                    |                                   |        |                 |
| Classement de l'étape |                    |                                   |        |                 |
| Coureur | Coureur            | Pays                              | Équipe | Temps           |
| 1re | Barbara Erdin-Ganz | Suisse                            |        | 3 h 04 min 29 s |
| 2e | Monica Bandini     | Italie                            |        | + 1 min 42 s    |
| 3e | Roberta Bonanomi   | Italie                            |        | + 1 min 42 s    |
| 4e | Petra Rossner      | République démocratique allemande |        | + 1 min 50 s    |
| 5e | Viola Paulitz      | Allemagne                         |        | + 1 min 50 s    |

## Classement général final
| \| Classement général \| Classement général \| Classement général \| Classement général \| Classement général \| \| Coureur \| Coureur \| Pays \| Équipe \| Temps \| \| ------------------ \| ------------------ \| --------------------------------- \| ------------------ \| ------------------ \| \| 1re \| Maria Canins[17] \| Italie \| \| 20 h 02 min 30 s \| \| 2e \| Elizabeth Hepple \| Australie \| \| + 2 min 20 s \| \| 3e \| Petra Rossner \| République démocratique allemande \| \| + 3 min 10 s \| \| 4e \| Roberta Bonanomi \| Italie \| \| + 4 min 12 s \| \| 5e \| Donna Gould \| Australie \| \| + 5 min 09 s \| \| 6e \| Angela Kindling \| République démocratique allemande \| \| + 5 min 16 s \| \| 7e \| Ines Varenkamp \| Allemagne \| \| + 5 min 20 s \| \| 8e \| Marie Höljer \| Suède \| \| + \| \| 9e \| Lisa Brambani[18] \| Royaume-Uni \| \| + \| \| 10e \| Monica Bandini \| Italie \| \| + \| |                  |                                   |        |                  |
| |                  |                                   |        |                  |
| |                  |                                   |        |                  |
| Classement général |                  |                                   |        |                  |
| Coureur | Coureur          | Pays                              | Équipe | Temps            |
| 1re | Maria Canins     | Italie                            |        | 20 h 02 min 30 s |
| 2e | Elizabeth Hepple | Australie                         |        | + 2 min 20 s     |
| 3e | Petra Rossner    | République démocratique allemande |        | + 3 min 10 s     |
| 4e | Roberta Bonanomi | Italie                            |        | + 4 min 12 s     |
| 5e | Donna Gould      | Australie                         |        | + 5 min 09 s     |
| 6e | Angela Kindling  | République démocratique allemande |        | + 5 min 16 s     |
| 7e | Ines Varenkamp   | Allemagne                         |        | + 5 min 20 s     |
| 8e | Marie Höljer     | Suède                             |        | +                |
| 9e | Lisa Brambani    | Royaume-Uni                       |        | +                |
| 10e | Monica Bandini   | Italie                            |        | +                |

## Classements annexes
| Classement par points | Classement par points | Classement par points | Classement par points | Classement par points |
| Coureur               | Coureur               | Pays                  | Équipe                | Points                |
| --------------------- | --------------------- | --------------------- | --------------------- | --------------------- |

| Classement par points | Classement par points | Classement par points | Classement par points | Classement par points |
| Coureur               | Coureur               | Pays                  | Équipe                | Points                |
| --------------------- | --------------------- | --------------------- | --------------------- | --------------------- |

| Classement de la montagne | Classement de la montagne | Classement de la montagne | Classement de la montagne | Classement de la montagne |
| Coureur                   | Coureur                   | Pays                      | Équipe                    | Points                    |
| ------------------------- | ------------------------- | ------------------------- | ------------------------- | ------------------------- |

| Classement de la montagne | Classement de la montagne | Classement de la montagne | Classement de la montagne | Classement de la montagne |
| Coureur                   | Coureur                   | Pays                      | Équipe                    | Points                    |
| ------------------------- | ------------------------- | ------------------------- | ------------------------- | ------------------------- |

| Classement des sprints | Classement des sprints | Classement des sprints | Classement des sprints | Classement des sprints |
| Coureur                | Coureur                | Pays                   | Équipe                 | Points                 |
| ---------------------- | ---------------------- | ---------------------- | ---------------------- | ---------------------- |

| Classement des sprints | Classement des sprints | Classement des sprints | Classement des sprints | Classement des sprints |
| Coureur                | Coureur                | Pays                   | Équipe                 | Points                 |
| ---------------------- | ---------------------- | ---------------------- | ---------------------- | ---------------------- |

| Classement du meilleur jeune | Classement du meilleur jeune | Classement du meilleur jeune | Classement du meilleur jeune | Classement du meilleur jeune |
| Coureur                      | Coureur                      | Pays                         | Équipe                       | Temps                        |
| ---------------------------- | ---------------------------- | ---------------------------- | ---------------------------- | ---------------------------- |

| Classement du meilleur jeune | Classement du meilleur jeune | Classement du meilleur jeune | Classement du meilleur jeune | Classement du meilleur jeune |
| Coureur                      | Coureur                      | Pays                         | Équipe                       | Temps                        |
| ---------------------------- | ---------------------------- | ---------------------------- | ---------------------------- | ---------------------------- |

| Classement par équipes | Classement par équipes | Classement par équipes | Classement par équipes |
| Équipe                 | Équipe                 | Pays                   | Temps                  |
| ---------------------- | ---------------------- | ---------------------- | ---------------------- |

| Classement par équipes | Classement par équipes | Classement par équipes | Classement par équipes |
| Équipe                 | Équipe                 | Pays                   | Temps                  |
| ---------------------- | ---------------------- | ---------------------- | ---------------------- |

## Évolution des classements
| Étape              |                          | Vainqueur _        | Classement général | Classement par points | Meilleur grimpeur _ | Meilleur jeune _ | Meilleure équipe _   |
| ------------------ | ------------------------ | ------------------ | ------------------ | --------------------- | ------------------- | ---------------- | -------------------- |
| Prologue           | prologue                 | Petra Rossner      | Petra Rossner      | non attribué          | non attribué        | non attribué     | non attribué         |
| 1re étape          |                          | Petra Rossner      | Petra Rossner      | non attribué          | non attribué        | non attribué     | non attribué         |
| 2e étape           |                          | Petra Rossner      | Petra Rossner      | non attribué          | non attribué        | non attribué     | non attribué         |
| 3e étape           |                          | Jutta Niehaus      | non attribué       | non attribué          | non attribué        | non attribué     | non attribué         |
| 4e étape           | contre-la-montre en côte | Maria Canins       | Petra Rossner      | non attribué          | non attribué        | non attribué     | non attribué         |
| 5e étape           |                          | Petra Rossner      | Petra Rossner      | non attribué          | non attribué        | non attribué     | non attribué         |
| 6e étape           |                          | Petra Rossner      | Petra Rossner      | non attribué          | non attribué        | non attribué     | non attribué         |
| 7e étape           |                          | Elizabeth Hepple   | Maria Canins       | non attribué          | non attribué        | non attribué     | non attribué         |
| 8e étape           |                          | Barbara Erdin-Ganz | Maria Canins       | Petra Rossner         | Maria Canins        | Angela Kindling  | Allemagne de l'Ouest |
| Classements finals | Classements finals       |                    | Maria Canins       | Petra Rossner         | Maria Canins        | Angela Kindling  | Allemagne de l'Ouest |

## Liste des participantes
| Liste des participants | Liste des participants   | Liste des participants | Liste des participants | Liste des participants |
| Num                    | Coureur                  | Équipe                 | Pos                    |                        |
| ---------------------- | ------------------------ | ---------------------- | ---------------------- | ---------------------- |
|                        | Maria Canins (ITA)       |                        | 1re                    |                        |
|                        | Jutta Niehaus (GER)      |                        |                        |                        |
|                        | Viola Paulitz (GER)      |                        | 22e                    |                        |
|                        | Mara Mosole (ITA)        |                        |                        |                        |
|                        | Johanna Hack (AUT)       |                        | 17e                    |                        |
|                        | Radka Kynclova (TCH)     |                        | 18e                    |                        |
|                        | Luisa Seghezzi (ITA)     |                        | 16e                    |                        |
|                        | Paula Westher (SWE)      |                        | 19e                    |                        |
|                        | Godelieve Jansens (BEL)  |                        | 23e                    |                        |
|                        | Katrin Ranger (GDR)      |                        |                        |                        |
|                        | Francesca Galli (ITA)    |                        | 21e                    |                        |
|                        | Barbara Erdin-Ganz (SUI) |                        |                        |                        |
|                        | Maria Blower (GBR)       |                        | 24e                    |                        |
|                        | Petra Koch (GER)         |                        | 25e                    |                        |
|                        | Iveta Sitarova (TCH)     |                        |                        |                        |
|                        | Sandra Schumacher (GER)  |                        | 15e                    |                        |
|                        | Agnes Dusart (BEL)       |                        | 13e                    |                        |
|                        | Donna Gould (AUS)        |                        | 5e                     |                        |
|                        | Angela Kindling (GDR)    |                        | 6e                     |                        |
|                        | Roberta Bonanomi (ITA)   |                        | 4e                     |                        |
|                        | Elizabeth Hepple (AUS)   |                        | 2e                     |                        |
|                        | Petra Rossner (GDR)      |                        | 3e                     |                        |
|                        | Madonna Harris (NZL)     |                        | 14e                    |                        |
|                        | Ines Varenkamp (GER)     |                        | 7e                     |                        |
|                        | Lisa Brambani (GBR)      |                        | 9e                     |                        |
|                        | Tea Vikstedt-Nyman (FIN) |                        | 12e                    |                        |
|                        | Marie Höljer (SWE)       |                        | 8e                     |                        |
|                        | Imelda Chiappa (ITA)     |                        | 11e                    |                        |
|                        | Monica Bandini (ITA)     |                        | 10e                    |                        |
|                        | Andrea Schütze (GER)     |                        | 20e                    |                        |

Les vingt-cinq premières sont documentées par la source suivante.

## Organisation
L'épreuve est organisée conjointement par le Gruppo sportivo Piacente di Roma et par le Veloclub Donna Sport.